# Canton d'Étréchy
Le canton d’Étréchy est une ancienne division administrative et circonscription électorale française située dans le département de l’Essonne et la région Île-de-France.

## Géographie

### Situation
| Type d’occupation           | Pourcentage | Superficie (en hectares) |
| --------------------------- | ----------- | ------------------------ |
| Espace urbain construit     | 9,0 %       | 893,16                   |
| Espace urbain non construit | 3,8 %       | 373,96                   |
| Espace rural                | 87,2 %      | 8 624,35                 |
| Source : Iaurif             |             |                          |

Le canton d’Étréchy est organisé autour de la commune d’Étréchy dans l’arrondissement d'Étampes. Son altitude varie entre cinquante-trois mètres à Bouray-sur-Juine et cent cinquante-neuf mètres à Chauffour-lès-Étréchy, pour une altitude moyenne de quatre-vingt-treize mètres.

### Composition
Le canton d’Étréchy comptait douze communes :
| Communes              | Population (2012) | Code postal | Code Insee  |
| --------------------- | ----------------- | ----------- | ----------- |
| Auvers-Saint-Georges  | 1 204 hab.        | 91580       | 91 1 09 038 |
| Bouray-sur-Juine      | 1 962 hab.        | 91850       | 91 1 09 095 |
| Chamarande            | 1 091 hab.        | 91730       | 91 1 09 132 |
| Chauffour-lès-Étréchy | 135 hab.          | 91580       | 91 1 09 148 |
| Étréchy               | 6 295 hab.        | 91580       | 91 1 09 226 |
| Janville-sur-Juine    | 1 863 hab.        | 91510       | 91 1 09 318 |
| Lardy                 | 5 528 hab.        | 91510       | 91 1 09 330 |
| Mauchamps             | 286 hab.          | 91730       | 91 1 09 378 |
| Souzy-la-Briche       | 382 hab.          | 91580       | 91 1 09 602 |
| Torfou                | 272 hab.          | 91730       | 91 1 09 619 |
| Villeconin            | 728 hab.          | 91580       | 91 1 09 662 |
| Villeneuve-sur-Auvers | 600 hab.          | 91580       | 91 1 09 671 |

### Démographie
| 1968  | 1975   | 1982   | 1990   | 1999   | 2006   | 2010   |
| ----- | ------ | ------ | ------ | ------ | ------ | ------ |
| 9 349 | 13 383 | 14 706 | 16 837 | 18 519 | 20 282 | 20 346 |

### Pyramide des âges
| Hommes | Classe d’âge | Femmes |
| ------ | ------------ | ------ |
| 0,2    | 90 ans ou +  | 0,6    |
| 5,0    | 75 à 89 ans  | 7,6    |
| 13,4   | 60 à 74 ans  | 14,4   |
| 21,4   | 45 à 59 ans  | 21,5   |
| 22,3   | 30 à 44 ans  | 22,2   |
| 16,5   | 15 à 29 ans  | 15,1   |
| 21,3   | 0 à 14 ans   | 18,6   |

| Hommes | Classe d’âge | Femmes |
| ------ | ------------ | ------ |
| 0,3    | 90 ans ou +  | 0,8    |
| 4,4    | 75 à 89 ans  | 6,7    |
| 11,3   | 60 à 74 ans  | 11,9   |
| 19,9   | 45 à 59 ans  | 20,0   |
| 21,9   | 30 à 44 ans  | 21,4   |
| 20,6   | 15 à 29 ans  | 19,2   |
| 21,7   | 0 à 14 ans   | 20,0   |

## Historique
Le canton d’Étréchy fut créé par le décret ministériel no 67-589 du 22 juillet 1967, il regroupait à l’époque les communes d’Auvers-Saint-Georges, Bouray-sur-Juine, Chamarande, Chauffour-lès-Étréchy, Étréchy, Janville-sur-Juine, Lardy, Mauchamps, Souzy-la-Briche, Torfou, Villeconin et Villeneuve-sur-Auvers.

## Représentation

### Conseillers généraux du canton d’Étréchy
| Période | Période | Identité            | Étiquette        | Qualité |
| ------- | ------- | ------------------- | ---------------- | --- |
| 1967    | 1998    | Lucien Sergent      | CNIP puis UDF-AD | Inspecteur des finances Maire d'Étréchy (1947-1977)                                                                                                |
| 1998    | 2015    | Claire-Lise Campion | PS               | Sénatrice (2000-2017), vice-présidente du Conseil Général à l’enfance, la famille et le Sud-Essonne ancienne maire de Bouray-sur-Juine (1990-2008) |

### Résultats électoraux
Élections cantonales, résultats des deuxièmes tours :
- Élections cantonales de 1992 : 57,42 % pour Lucien Sergent (UDF), 42,58 % pour Francis Chalot (Les Verts), 63,74 % de participation[8].
- Élections cantonales de 1998 : 57,79 % pour Claire-Lise Campion (PS), 42,21 % pour Claude Casagrande (UDF), 57,52 % de participation[9].
- Élections cantonales de 2004 : 57,12 % pour Claire-Lise Campion (PS), 42,88 % pour Denis Meunier (DVD), 68,76 % de participation[10].
- Élections cantonales de 2011 : 63,90 % pour Claire-Lise Campion (PS), 36,10 % pour Christine Dubois (UMP), 44,67 % de participation[11].

## Économie

### Emplois, revenus et niveau de vie
| Répartition des emplois par catégories socioprofessionnelles en 2006. |              |                                           |                                                   |                            |                          |                           |
|                                                                       | Agriculteurs | Artisans, commerçants, chefs d’entreprise | Cadres et professions intellectuelles supérieures | Professions intermédiaires | Employés                 | Ouvriers                  |
| Canton d’Étréchy                                                      | 0,8 %        | 5,3 %                                     | 19,7 %                                            | 35,2 %                     | 19,9 %                   | 19,2 %                    |
| Département de l’Essonne                                              | 0,2 %        | 4,5 %                                     | 22,1 %                                            | 27,7 %                     | 27,6 %                   | 17,9 %                    |
| Moyenne nationale                                                     | 2,2 %        | 6,0 %                                     | 15,4 %                                            | 24,6 %                     | 28,7 %                   | 23,2 %                    |
| Répartition des emplois par secteurs d’activités en 2006.             |              |                                           |                                                   |                            |                          |                           |
|                                                                       | Agriculture  | Industrie                                 | Construction                                      | Commerce                   | Services aux entreprises | Services aux particuliers |
| Canton d’Étréchy                                                      | 1,1 %        | 6,0 %                                     | 5,6 %                                             | 9,5 %                      | 38,0 %                   | 6,4 %                     |
| Département de l’Essonne                                              | 0,8 %        | 11,5 %                                    | 6,1 %                                             | 15,4 %                     | 18,8 %                   | 6,4 %                     |
| Moyenne nationale                                                     | 3,5 %        | 15,2 %                                    | 6,4 %                                             | 13,3 %                     | 13,3 %                   | 7,6 %                     |
| Sources : Insee,                                                      |              |                                           |                                                   |                            |                          |                           |

## Pour approfondir